# Club Sol de América (baloncesto)
El Club Sol de América es una asociación deportiva de Paraguay, situada en Barrio Obrero de Asunción. Fue fundada en 1909 en Asunción, ciudad donde se encuentra su sede social e instalaciones deportivas.
La entidad se ha dedicado al fomento de diversos deportes, siendo el baloncesto en el que más éxitos ha cosechado. Además, en dicho deporte es uno de los clubes más importantes y con más títulos en Paraguay (solo superado en esto por Olimpia y Libertad).

## Historia
Su primer título nacional lo obtuvo en 1982, logro que se repetiría hasta alcanzar el tricampeonato en 1984. Si bien luego vendría una década sin conquistas, en los años de 1990 el club sería el dominante del baloncesto paraguayo, logrando de nuevo un tricampeonato (1994-96) y un total de 5 títulos absolutos en 6 años.
En el 2008 logró lo que sería su mejor puesto en un torneo internacional oficial, al avanzar hasta los cuartos de final de la Liga Sudamericana.
Sus últimos campeonatos los obtuvo en el 2011 al conquistar primero el Top 4 Profesional y luego la Súper Copa, esta última en la finalísima ante el ganador de la Liga Nacional, club Libertad.

### Femenino
La sección femenina de baloncesto posee dos campeonatos metropolitanos, conseguidos en los años 2006 y 2008. En el 2007 fue campeón del torneo clausura pero no pudo lograr el absoluto.

## Palmarés

### Masculino
- Súper copa de campeones (3): 2007,[3] 2010, 2011.[4]
- Campeonatos nacionales (8): 1982, 1983, 1984, 1994 (torneo integrado), 1995, 1996, 1998, 1999.[5]
- Liga nacional de clubes (2): 2008, 2010.[6]
- Top Profesional (1): 2011.
- Torneo corto (1): Apertura 2007.

### Femenino
- Títulos absolutos (8): 2006, 2008, 2013, 2015, 2016, Clausura 2017, Apertura 2018, Clausura 2018.
- Torneos cortos (5): Clausura 2007, Apertura 2015, Clausura 2015, Apertura 2016, Clausura 2016.